# Medea (Italië)
Medea is een gemeente in de Italiaanse provincie Gorizia (regio Friuli-Venezia Giulia) en telt 918 inwoners (31-12-2004). De oppervlakte bedraagt 7,3 km², de bevolkingsdichtheid is 134 inwoners per km².
De volgende frazioni maken deel uit van de gemeente: Ara Pacis, Monte di Medea, Sant’Antonio.

## Demografie
Medea telt ongeveer 376 huishoudens. Het aantal inwoners steeg in de periode 1991-2001 met 11,7% volgens cijfers uit de tienjaarlijkse volkstellingen van ISTAT.
| Jaar | Inwoneraantal |
| ---- | ------------- |
| 1991 | 839           |
| 2001 | 937           |

## Geografie
De gemeente ligt op ongeveer 132 m boven zeeniveau.
Medea grenst aan de volgende gemeenten: Chiopris-Viscone (UD), Cormons, Mariano del Friuli, Romans d'Isonzo, San Vito al Torre (UD).
Capriva del Friuli · Cormons · Doberdò del Lago · Dolegna del Collio · Farra d'Isonzo · Fogliano Redipuglia · Gorizia · Gradisca d'Isonzo · Grado · Mariano del Friuli · Medea · Monfalcone · Moraro · Mossa · Romans d'Isonzo · Ronchi dei Legionari · Sagrado · San Canzian d'Isonzo · San Floriano del Collio · San Lorenzo Isontino · San Pier d'Isonzo · Savogna d'Isonzo · Staranzano · Turriaco · Villesse
1. ↑  https://demo.istat.it/?l=it.